# دانسية
الدانسية (الاسم العلمي:Dansiea) هو جنس نباتي يتبع الفصيلة القمبريطية من رتبة الآسيات.

## من أنواعه
يضم هذا الجنس نوعين فقط هما:
- دانسية بيضاوية (باللاتينية:  Dansiea elliptica)
- دانسية كبيرة الزهر (باللاتينية:  Dansiea grandiflora)